# Parafia Świętego Krzyża w Szamotułach
Parafia Świętego Krzyża w Szamotułach – rzymskokatolicka parafia w Szamotułach, należąca do dekanatu szamotulskiego. Powstała w 1972. Barokowy kościół poreformacki z końca XVII wieku, zbudowany na miejscu dawnego zamku Szamotulskich, znajduje się przy ulicy Franciszkańskiej.
W 2020 parafię powierzono Zakonowi Braci Mniejszych (OFM), którzy odzyskali tym samym skasowany przez władze pruskie klasztor.